# Ivory Coast International 2016
Die Ivory Coast International 2016 im Badminton fanden vom 31. März bis zum 3. April 2016 in Abidjan statt.

## Sieger und Platzierte
| Disziplin    | Gold                                                | Silber                                             | Bronze                                             |
| ------------ | --------------------------------------------------- | -------------------------------------------------- | -------------------------------------------------- |
| Herreneinzel | Edwin Ekiring                                       | Gideon Babalola                                    | Antoine Eddy Owona Ndimako                         |
| Herreneinzel | Edwin Ekiring                                       | Gideon Babalola                                    | Tobiloba Oyewole                                   |
| Dameneinzel  | Lekha Shehani                                       | Deborah Ukeh Uchechukwu                            | Celine Bakayoko Nogona                             |
| Dameneinzel  | Lekha Shehani                                       | Deborah Ukeh Uchechukwu                            | Shania Leung                                       |
| Herrendoppel | Chandresh Kolleri Balakrishnan Alex Patrick Zolobe  | N’Da Richard Kouakou Koffi Stephane Kouame         | Gbenoukpo Sebastiano Degbe Tobiloba Oyewole        |
| Herrendoppel | Chandresh Kolleri Balakrishnan Alex Patrick Zolobe  | N’Da Richard Kouakou Koffi Stephane Kouame         | Fabrice Saint-Blancat Franck Emmanuel Zolobe       |
| Damendoppel  | Nogona Celine Bakayoko Johanne Succar Saint-Blancat | Fematou Chantal Markouma Allathin Shella N’Guessan | Ernestine Espoir Beda Atiwa Desy-Laurene N’Guessan |
| Damendoppel  | Nogona Celine Bakayoko Johanne Succar Saint-Blancat | Fematou Chantal Markouma Allathin Shella N’Guessan | Iri Odette Hien Karidjatou Kone                    |
| Mixed        | Gideon Babalola Deborah Ukeh Uchechukwu             | Tobiloba Oyewole Xena Arisa                        | Jean Bernard Bongout Shania Leung                  |
| Mixed        | Gideon Babalola Deborah Ukeh Uchechukwu             | Tobiloba Oyewole Xena Arisa                        | Christian Pouté Iri Odette Hien                    |